# Палайська мова
Палайська мова — мертва малоазіатська мова, що належала до анатолійської групи індоєвропейських мов. Засвідчена в ритуальних клинописних текстах 17-14 століть до н. е., знайдених в Хаттусі — столиці Хеттського царства.
Палайська мова згадується в хеттських текстах під назвою palaumnili («народу Пала»). Пала була розташована, ймовірно, на північний захід від держави хеттів, уздовж річки Кизил-Ірмак в центральній Анатолії (на північному заході сучасної Туреччини).
У 15 столітті до н. е. цей регіон був завойований касками, і мова, швидше за все, в цей же період вийшла з повсякденного вжитку в результаті асиміляції, хоча і залишалася мовою культу до 13-го століття до н. е.
Граматика палайської мови близька до хеттської. Існує версія, що ці мови деякий час після відгалуження лувійської мови складали одну підгрупу анатолійських мов. В області лексики виділяються запозичення з хеттської мови, що містять звук /f/.
Тексти, що збереглися, відносяться в основному культу божества Ципарві (Цапарві), запозиченого хеттами з палайського пантеону. У них міститься не більше 250 слів, з яких понад 100 не розшифровані або пошкоджені.
Відносна мізерність інформації обмежує подальші дослідження.